# Ledropsis naso
Ledropsis naso är en insektsart som beskrevs av Walker 1851. Ledropsis naso ingår i släktet Ledropsis och familjen dvärgstritar. Inga underarter finns listade i Catalogue of Life.